# Lijst van e-mailclients
Dit is een lijst van e-mailclients die reeds een artikel hebben op de Nederlandstalige Wikipedia.

## Grafisch
Volgende e-mailclients beschikken over een grafische gebruikersomgeving.
- Apple Mail
- Claws Mail
- Evolution
- Icedove
- K-9 Mail
- KMail
- Lotus Notes
- Microsoft Office Outlook
- Mozilla Thunderbird
- Novell GroupWise
- Pegasus Mail
- SeaMonkey
- Sylpheed
- Windows Live Mail

## Webgebaseerd
Deze programma's zijn te installeren op een server:
- SquirrelMail
- Zimbra
- Roundcube

### Online
Deze programma's worden aangeboden als een webdienst:
- Gmail
- Outlook.com (vroeger Windows Live Hotmail)
- Zoho Mail

## Tekstgebaseerd
De volgende e-mailclients beschikken niet over een grafische gebruikersomgeving, maar over een Tekstuele gebruikersomgeving.
- Mutt

## Historisch
Onderstaande programma's zijn stopgzet, maar hebben wel een historische waarde:
- Beonex Communicator
- Microsoft Entourage
- Novell GroupWise
- Outlook Express
- Windows Mail